# O Quinto Império – Ontem Como Hoje
O Quinto Império – Ontem como Hoje (portugiesisch für: Das fünfte Reich, gestern wie heute) ist ein dramatischer Historienfilm des portugiesischen Regisseurs Manoel de Oliveira aus dem Jahr 2004.
Es ist eine Verfilmung des Dramas El-Rei Sebastião des portugiesischen Schriftstellers José Régio aus dem Jahr 1949, das sich mit der tragischen Figur des portugiesischen Königs D. Sebastião beschäftigt.

## Handlung
König Sebastian lebt in seiner mystischen Traumwelt, von wohlmeinenden und berechnenden Beratern umgeben und unerreichbar für die politischen und gesellschaftlichen Realitäten.
Entschlossen, seinen Traum von einem neuen christlichen Reich mittels eines neuen Kreuzzugs Wirklichkeit werden zu lassen, macht er sich auf den Weg nach Marokko, um in der Schlacht von Alcácer-Quibir zu triumphieren. Der ungestüme junge König geht allerdings unter und wird selbst zur mystischen Figur, einem erwarteten Heilsbringer eines zukünftigen neuen großen Portugals.
Adelsmänner mit eigenen Ideen und Interessen umgeben den König, und Hofnarren, Geschäftsleute und Edelmänner sprechen dabei sowohl Wahrheiten aus als auch spinnen sie Intrigen. Alte und zukünftige Könige Portugals treten auf. Sie alle haben eigene Vorstellungen, sind wohlmeinend oder rücksichtslos, gehen selbst mystischen Vorstellungen nach, wollen Machtideen verwirklichen oder versuchen Portugal zu retten. Und so wird die Idee eines in Größe wieder auferstehenden Portugals unerreichbar weitergetragen.

## Produktion und Rezeption
Der Film wurde von den Filmproduktionsgesellschaften Madragoa Filmes (Portugal), Gemini Films (Frankreich) und La Cept Cinema (Frankreich) produziert, mit finanzieller Unterstützung durch die Filmförderungsanstalten ICAM (heute ICA, Portugal) und CNC (Frankreich) und dem öffentlich-rechtlichen portugiesischen Fernsehsender RTP, zudem beteiligten sich das portugiesische Außenministerium, das portugiesische Kulturministerium und die portugiesische Baudenkmalbehörde IPPAR.
Seine Premiere feierte der Film am 10. September 2004 beim 61. Filmfestival von Venedig, außerhalb des Wettbewerbs. Er startete danach auf weiteren internationalen Filmfestivals, darunter die Mostra Internacional de Cinema de São Paulo 2004, das Hongkong International Film Festival 2005 und das Internationale Filmfestival von Belgrad 2006. In Portugal war er zudem bei den Globos de Ouro 2006 für den Filmpreis als bester männlicher Schauspieler (für Luís Miguel Cintra) nominiert.
In Portugal startete er, nach einer Vorpremiere am 25. Januar 2005 im Lissabonner Kino Alvaláxia, am 27. Januar 2005 in acht Kinos (alle im Großraum Lissabon und Großraum Porto), wo er mit 8.218 Zuschauern für einen Historienfilm vergleichsweise erfolgreich war.
O Quinto Império – Ontem como Hoje erschien 2008 in Portugal als DVD bei ZON Lusomundo, 2008 nochmal in einer DVD-Box als Teil einer Werkschau zum hundertjährigen Geburtstag de Oliveiras.